# MOİK Bakı
MOİK Bakı (azer. Merkezi Ordu İdman Klubu) – azerski klub piłkarski, z siedzibą w stolicy kraju Baku, grający obecnie w Birinci Divizionu. Reprezentuje Wojsko Azerbejdżanu.

## Historia
Chronologia nazw:
- ? – 1949: KKF Bakı
- 1950–1960: DO Bakı
- 1961–1992: SKA Bakı
- 1992–2001: OİK Bakı
- 2001 – obecnie: MOİK Bakı

Drużyna piłkarska SKA Bakı została założona w mieście Baku w 1961 na bazie zespołu, który nazywał się DO Bakı, a wcześniej KKF Bakı.
Do 1992 występował w rozgrywkach lokalnych ZSRR.
W 1992 zmienił nazwę na OİK Bakı. W sezonie 1995/1996 debiutował w najwyższej lidze Azerbejdżanu. W sezonie 1999/2000 zajął ostatnie, 12. miejsce i spadł do niższej ligi. W 2001 klub powrócił do najwyższej ligi pod nazwą MOİK Bakı. W sezonie 2005/06 zajął przedostatnie, 13. miejsce i znów spadł do niższej ligi. W sezonie 2008/2009 klub ponownie występował w Premyer Liqa, ale się w niej nie utrzymał.

## Sukcesy
- 4. miejsce Mistrzostw Azerbejdżanu: 2002/2003